# Jicchak Šmuli
Jicchak Šmuli, neformálně Icik Šmuli (hebrejsky יצחק שמולי nebo איציק שמולי, narozen 8. února 1980 Tel Aviv), je izraelský aktivista, politik a poslanec Knesetu za Izraelskou stranu práce.

## Biografie
Sloužil v izraelské armádě u tankových jednotek. Pak pracoval jako dobrovolník v sirotčinci v Buenos Aires. Absolvoval školu zaměřenou na speciální pedagogiku a komunitní vzdělávání a manažerský kurz. Když v roce 2011 začalo v Izraeli protestní hnutí za sociální spravedlnost, které dočasně dokázalo mobilizovat stovky tisíc lidí k pouličním manifestacím, byl právě na cestě na dovolenou na Kubu, ale okamžitě se vrátil do Izraele a byl jednou z hlavních osobností protestů. Prezentoval se jako racionální pragmatik, který dokázal oslovit i lidi mimo užší sociální skupinu radikální mládeže. Odmítal rozšířit téma protestů nad rámec původní kritiky nedostupného bydlení. Zároveň trval na tom, že na každém protestu bude vlát izraelská vlajka. Na konci nejmasovější manifestace v centru Tel Avivu pak požadoval, aby byla zpívána izraelská hymna, zatímco jeho radikálnější kolegyně Stav Šafir s tím nesouhlasila, protože prý hymna je rasistická a diskriminační vůči nežidovskému obyvatelstvu, načež mezi oběma došlo ke konfliktu. Následující rok se zaměřil na vlastní projekt studentské vesničky ve městě Lod, kde bydlí. Projekt ale narazil na obtíže, když se zjistilo, že na něj přijal dar 800 000 izraelských šekelů od velké firmy vlastněné magnátem Nochi Danknerem, přičemž i proti těmto lidem v roce 2011 Šmuli protestoval. Odvrátili se od něj spolupracovníci. Na veřejnosti se navíc objevil záznam staršího setkání studentských aktivistů s premiérem Netanjahuem, kde Šmuli pravicového premiéra chválil. Do října 2012 působil Šmuli na postu předsedy Izraelského studentského svazu a zasedal ve Valném shromáždění Evropského studentského svazu. Pak ohlásil záměr kandidovat za stranu práce do parlamentu (stejně jako jeho kolegyně z protestního hnutí Stav Šafir).
Ve volbách v roce 2013 byl zvolen do Knesetu za Izraelskou stranu práce. Mandát obhájil rovněž ve volbách v roce 2015, nyní za Sionistický tábor (aliance Strany práce a ha-Tnu'a).